# 清朝人口
中國人口曾經在北宋超過1億，之後到明朝晚期又達到1億至2億之間，萬曆二十八年（1600年）增為1億5千萬。明末清初，因為流寇擾亂、清兵入塞、入關戰爭與三藩之亂的關係造成人民生命與財產的損失。而飢荒、瘟疫使得中國人口又一次的急速下降。史學家葛劍雄認為明清之際人口的跌幅估計可達40％，從崇禎元年（1628年）以來平均每年下降19％至順治末年達到谷底。康熙二十年（1681年）後，清廷平定三藩之亂並佔領臺灣，經過康雍乾盛世獲得長期的休養生息，人口得以迅速增加。清初人口數量未明確，史學家姜濤估算康熙十九年（1680年）前後，人口增長到1億；趙文林推估在康熙二十四年（1685年）超過1億。到乾隆后期，全國人口正式突破2億，到鴉片戰爭前夕的道光十三年（1833年）又猛增到4億。清朝人口的增長一反中國人口過去的波浪式增長型態，呈現斜線上升。

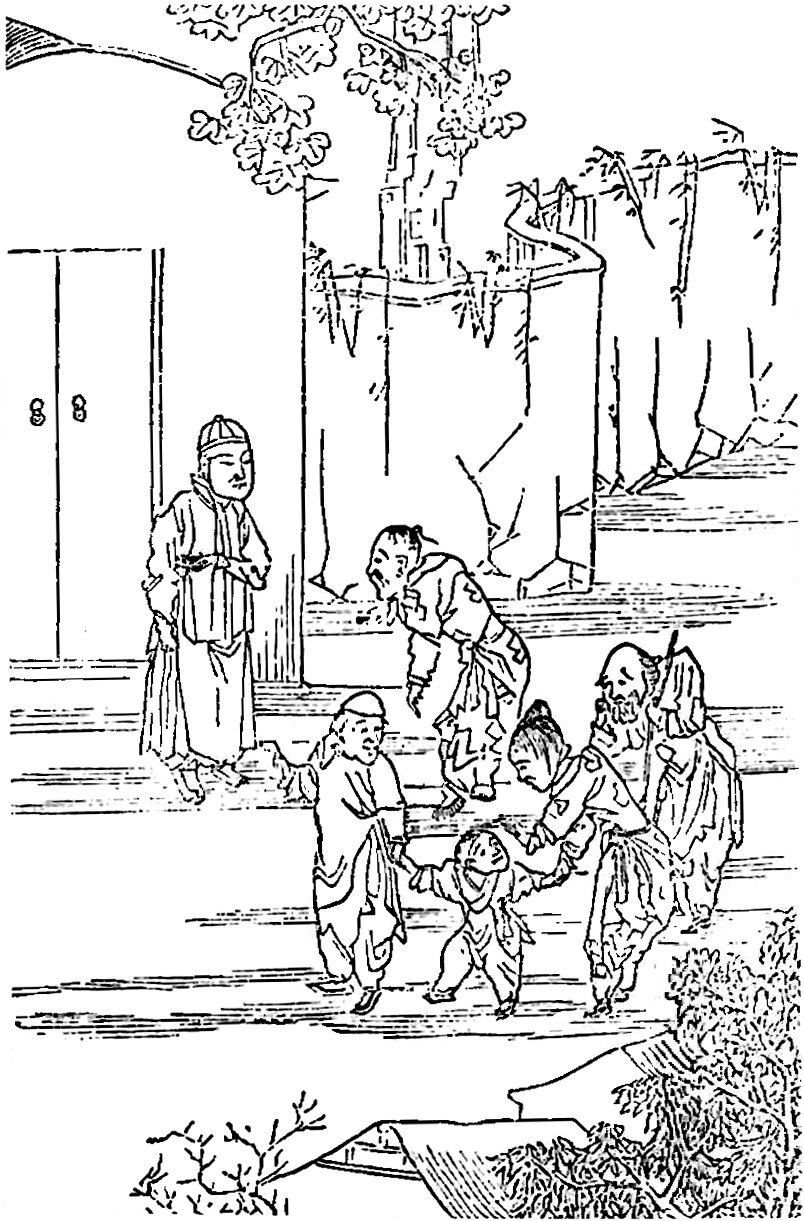
1878年畫，《中國饑荒》 (The Famine in China)。饑荒受難者被强迫把兒女給賣掉。

十九世紀時，清朝因为太平天国的起事、捻乱及回乱等戰亂損失不少人口；光绪年间又发生不少天灾，光绪元年至四年（1875-1878年）河南、山西、陕西、直隶、山东等地发生特大旱灾饥荒，尤以山西最严重，太原府100万人死95万。总死亡数计950万-2000万不等，也就是清朝人口的约2-4%，史称丁戊奇荒。光绪十三年（1887年）河南郑州下汛十堡（今惠济区花园口镇石桥村）发生黄河决口，致使200多万（一说93万；一说最保守估计150万；一说700万）人罹难。最後加上海外移民風氣日盛，因此到清朝滅亡時，中國人口維持在4億3千萬多人，與道光年間的人口數差不多。

## 移民潮與華僑

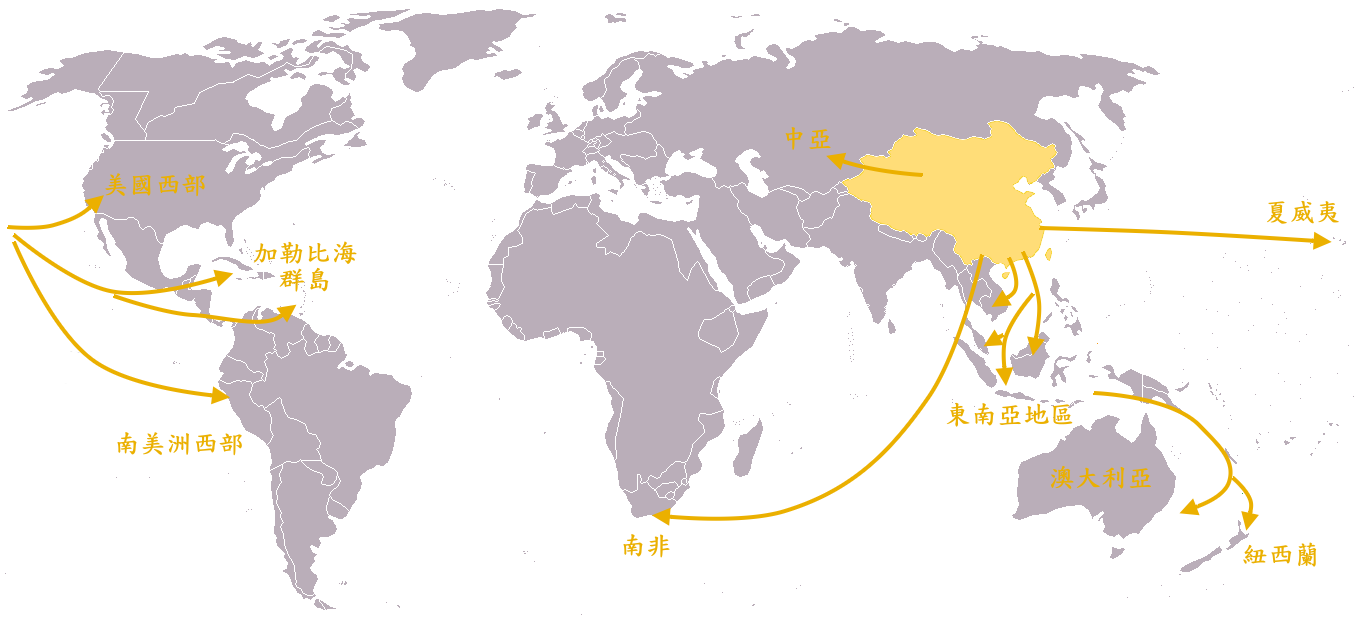
十八至十九世紀華人移民全球路線圖。

由於中國長年的戰亂與屠殺，產生許多真空地區，而後又因為人口大量提升，使部份省份人口過剩，這些都帶動了移民潮。明末流寇張獻忠領有四川。順治三年（1646年）張獻忠兵敗退出成都時，在四川進行空前的燒殺破壞；40萬人的成都只剩下20戶居民，人口從至少三百萬一度銳減到只有八萬人。後來清廷推動以湖廣、陝西等各省人口填補四川地區，史稱第二次湖廣填四川。移民四川的趨勢歷經一個世紀，四川無疑是最大的一個吸收過剩人口的地區。清廷為了保護其發祥地東北地區，於奉天（今遼寧省）設立柳條邊以禁止漢人向北移民。然而華北地區的貧民仍然因為生計偷偷移民。咸豐光緒年間，清廷考量俄國與日本有意指染東北，逐漸開放移民東北，並且在日俄戰爭後完全開放移民。福建與廣東各省因為山多人狹，又靠海，許多人口移民海外。台灣早在荷西統治時期、明鄭時期就獲得閩南、粵東的移民，約有十餘萬人。清初因為防止如朱一貴事件等動亂發生，曾嚴格限制移民台灣。同治末年發生牡丹社事件，日軍一度侵台，這使得清廷積極開放移民台灣。到台灣割日前夕，已經有三百數十萬的移民人口。早在十五、六世紀，閩粵人民就時常移民泰國、馬來西亞與印尼等東南亞地區，這些海外華人還建立蘭芳共和國。鴉片戰爭之後更多華人移民海外，主要以東南亞地區、美國西部、加勒比海群島為主。清朝滅亡時，海外已有七百萬的華僑。
清朝时期的人民被称为华人、清人、中国人等，如晚清颁布的國籍法即使用中国人之称谓来指代清朝臣民，并对「中國國籍」一词作出明确规定。日本曾将清朝人称为清国人（类似此前将明朝人称为明国人），并有清国奴等歧視用语。清代學者康有為和日本「保全派」嘉納治五郎在其文章及專論中有稱清朝人支那人或清國人。1912年，中華民國取代清朝建國後，清国人等名稱逐漸消失，周邊國家主要使甪中國人、華人等其他稱呼，惟日本曾在一段时间内使用支那人来称呼中華民國（后在中華民國的抗议下改称“中国人”）。

## 永不加賦與攤丁入地
康熙後期，經過長時期的休養生息，社會已日趨安定，但人丁與地畝的載冊數增加遲緩。一方面由於土地與人口的清查不夠徹底，再者也由於地主以多報少之故，貧民迫於賦役的繁重而相率逃亡，人丁的統計並不確實。康熙帝為確實掌握人口數，於康熙五十一年（1712年），下詔「盛世滋生人丁永不加賦」，以康熙五十年（1711年）在冊人丁數作為全國徵收丁銀的固定總額，以後新增者為「盛世滋生人丁」，從中央到地方均不得隨著人口的增加而增稅。但除補不易，弊端又無法避免。所以採取攤丁入地政策，廢除人頭稅（丁稅），併入土地稅內。這使得無產者沒有納稅負擔，而地主的負擔增加，對於清朝人口的持續增加、減緩土地兼併、以及促進工商業的發展有一定的作用。

## 人口普查
1741年乾隆帝時期，戶部有感於人口的增長，有必要對人口登記制度加以檢討，並徹底改變戶口統計與管理制度，以掌握人口真實情形。然而卻遭到廷臣蘇霖渤等人們的反對，他們認為實施人口普查對維護統治沒有實質意義，各省戶口殷繁，「若每歳清查，誠多紛擾」。到乾隆三十九年（1774年），湖北東部發生災害，由於賑濟的人數超過地方登載的戶口總數，經過清查發現，有些縣份在每年上報人口數都含混交代。乾隆帝大怒，要各省督撫全面展開人口清查。隔年，保甲嚴格執行人口普查制度，共增加43,534,131人，此後全國各省人口數較以往更接近實際人口數。人口查報也成為保甲的一項重要職責。無論在乾隆四十年（1776年）前後，人口統計都限於各省。而且京師順天府、八旗、黑龍江、新疆、蒙古、西藏、台灣、雲貴川廣地區居住的少數民族等並未列入戶口統計中，不管何時見於官方記載的人口均低於實際人口數。葛劍雄以為乾隆四十一年至道光三十年的戶口統計數基本上是較可靠的。
| 年代 | 戶數                 | 口數                 | 備註 |
| --- | -------------------- | -------------------- | --- |
| 順治八年（1651年） | 人丁10,633,326戶     |                      | 這是清朝第一次人口統計，其中人丁指成丁（十六至六十歲的男子）或是指賦稅基本單位。                                 |
| 順治十二年（1655年） | 人丁14,033,900戶     | 推算為4、5千萬人     | 。 |
| 康熙二十一年（1682年） |                      | 高王凌推算7、8千萬人 | 去年清廷平定三藩之亂並佔領臺灣。                                                                                 |
| 康熙二十一年（1682年） | 葛劍雄推算1億3千萬人 |                      | 去年清廷平定三藩之亂並佔領臺灣。                                                                                 |
| 康熙三十九年（1700年） |                      | 何炳棣推算1億5千萬人 | 。 |
| 康熙五十一年（1712年） | 人丁24,621,324戶     |                      | 康熙帝為確實掌握人口數，宣布永不加賦，自康熙五十二年起人口数字分成應繳稅的“人丁户口”和不需繳稅的“盛世滋生人丁”。 |
| 雍正二年（1724年） | 人丁26,111,953戶     | 推算為8、9千萬人     | 。 |
| 雍正十二年（1734年） | 人丁27,355,462戶     |                      | |
| 乾隆六年（1741年） |                      | 143,411,559人        | 本起统计制度廢除人丁，改为统计口数（含大小男妇），此後人口穩定成長。                                             |
| 乾隆三十九年（1774年） |                      | 221,027,224人        | |
| 乾隆四十年（1775年） |                      | 264,561,355人        | 保甲嚴格執行人口普查制度，增加43,534,131人，此後全國各省人口數較以往更接近實際人口數。                           |
| 乾隆五十五年（1790年） |                      | 301,000,000人        | 。 |
| 乾隆五十九年（1794年） |                      | 313,281,795人        | |
| 嘉慶十七年（1812年） |                      | 361,695,492人        | 天災、川陝楚白蓮教和各地起事不斷，造成人口傷亡，也影響人口查報。                                                 |
| 嘉慶二十五年（1820年） |                      | 383,100,000人        | |
| 道光十三年（1833年） |                      | 398,942,036人        | 鴉片戰爭前夕。                                                                                                   |
| 咸豐元年（1851年） |                      | 432,164,047人        | |
| 咸豐二年（1852年） |                      | 334,403,035人        | 太平天國進入長江流域，華北有捻亂，影響人口查報。                                                                 |
| 宣統三年（1912年） |                      | 347,902,565人        | 到宣統年間（1910年至1911年間），清廷再度實施人口普查，至本年完成。本年清朝滅亡，中華民國成立。                   |
| 註：本表主要以《清實錄》為主，僅用於觀察人口變化的狀況。雖然文獻中的人口數字都是一些近似值，並非完全準確，但即使統計誤差為上下十個百分點，這個數字仍然是相當龐大的。 |                      |                      | |

## 外部連結
- 國立故宮博物院 （页面存档备份，存于）
- 中國第一歷史檔案館 （页面存档备份，存于）
- 國家清史編纂委員會.中華文史網
- 清朝歷史.歷年千年網
- 清朝歷史 （页面存档备份，存于）.藝術中國網
- 清朝的書籍.清朝歷史網
- 清朝歷史 （页面存档备份，存于）.勸學網
- 清代歷史 （页面存档备份，存于）.華夏歷史網
- 清朝 （页面存档备份，存于）.鐵血網
- 清朝那些事兒.騰迅讀書網.朱景暉
- 清朝歷史.鮮莓草堂網
- 清朝 （页面存档备份，存于）.塵土網
- 正說清朝十二帝 （页面存档备份，存于）.新浪讀書頻道.閻崇年
- 清朝錢幣 （页面存档备份，存于）.藏點網